# Leucopis talitzkii
Leucopis talitzkii är en tvåvingeart som beskrevs av Tanasijtshuk 1966. Leucopis talitzkii ingår i släktet Leucopis och familjen markflugor. Inga underarter finns listade i Catalogue of Life.